# 竹内義明
竹内 義明（たけうち よしあき）は、日本のフィギュアスケート選手（男子シングル）。東京都出身。1993年全日本フィギュアスケート選手権3位。
父はアイスダンス選手の竹内己喜男。兄はシングル選手の竹内光明。

## 経歴
1986年、全日本ジュニア選手権で西川大祐、小山朋昭に続いて3位に入る。
1993年、全日本選手権に出場し及川史弘、鍵山正和に続いて3位に入る。1994年、国民体育大会に東京都代表で出場し、成年男子で優勝する。

## 主な戦績
| 大会/年              | 1986-87 | 1993-94 |
| -------------------- | ------- | ------- |
| 全日本選手権         |         | 3       |
| 全日本ジュニア選手権 | 3       |         |
| 国民体育大会         |         | 1       |